# Nirauli
Nirauli (nep. निरौली) – gaun wikas samiti w zachodniej części Nepalu w strefie Seti w dystrykcie Doti. Według nepalskiego spisu powszechnego z 2001 roku liczył on 496 gospodarstw domowych i 2990 mieszkańców (1495 kobiet i 1495 mężczyzn).